# Брэннон, Элизабет
Элизабет Брэннон (англ. Elizabeth M. Brannon) — американский нейробиолог. Она работает заведующим кафедрой естественных наук Эдмунда Дж. и Луизы В. Кан в Пенсильванском университете. Исследования Брэннон, посвящённые сравнительному познанию, числовому познанию и образовательной нейробиологии, получили индекс Хирша 68.

## Образование
Брэннон получила степень бакалавра физической антропологии в Пенсильванском университете. Затем она поступила в Колумбийский университет, получила степень магистра физической антропологии и доктора философии по психологии.

## Труды
- Cantlon, J.F.[англ.], Platt, M.L., & Brannon, E.M. (2009). "Beyond the number domain.  Invited review." Trends in Cognitive Sciences, 13(2), 83–91.  PMC 2709421.
- Starr, A., Libertus, M.E., & Brannon, E.M. (2013). "Infants show ratio dependent discrimination regardless of set size", Infancy, 18(6), 1–15. PMC 3864890
- Drucker, C., & Brannon, E. M. (2014). "Rhesus monkeys (Macaca mulatta) map number onto space", Cognition[англ.], 132(1), 57–67. PMC 4031030.
- Park, J., & Brannon, E. M. (2014). "Improving arithmetic performance with number sense training: An investigation of underlying mechanism", Cognition, 133(1), 188–200. NIHMSID: NIHMS614955.
- Pinhas, M., Woldorff, M., & Brannon, E.M. (2014). "Electrophysiological evidence for the involvement of the approximate number system in preschoolers’ processing of spoken number words", Journal of Cognitive Neuroscience[англ.], 26(9), 1891-1904. NIHMSID: 621122
- DeWind, N.K., G.K. Adams, Platt, M.L. Brannon, E. M., (2015). "Modeling the approximate number system; Quantifying the contribution of visual stimulus features", Cognition, 142, 247–265.